# Laminiuva
Laminiuva es un género de foraminífero bentónico normalmente considerado un subgénero de Hofkeruva, es decir, Hofkeruva (Laminiuva) de la subfamilia Uvigerininae, de la familia Uvigerinidae, de la superfamilia Buliminoidea, del suborden Buliminina y del orden Buliminida. Su especie tipo era Hofkeruva (Laminiuva) tutamoea. Su rango cronoestratigráfico abarcaba desde el Awamoense (Mioceno inferior) hasta el Kapitaniense (Mioceno superior).

## Discusión
Laminiuva ha sido considerado un sinónimo posterior de Hofkeruva. Clasificaciones previas incluían Laminiuva en el suborden Rotaliina del orden Rotaliida.

## Clasificación
Laminiuva incluye a las siguientes especies:
- Laminiuva altonica †, también considerado como Hofkeruva (Laminiuva) altonica †
- Laminiuva rodleyi †, también considerado como Hofkeruva (Laminiuva) rodleyi †
- Laminiuva tutamoea †, también considerado como Hofkeruva (Laminiuva) tutamoea †
- Laminiuva tutamoides †, también considerado como Hofkeruva (Laminiuva) tutamoides †
- Laminiuva zelamina †, también considerado como Hofkeruva (Laminiuva) zelamina †